# Fragance de Chalus
Fragance de Chalus (née le 6 avril 1993 en France, morte en mai 2019 en Belgique) est une jument du stud-book Selle français, réputée pour en être l'une des plus influentes poulinières pour le saut d'obstacles. Acquise par le fameux éleveur Joris De Brabander, elle exerce une influence majeure sur l'élevage via le recours régulier au transfert d'embryon. 

## Histoire
Fragance de Chalus naît le 6 avril 1993 chez Mme Solange Planson, à son élevage des Charlusses, situé à Cassons, sur la commune de Levet, dans le Cher (France),,. Elle est achetée à l'âge d'un an par l'éleveur belge Joris De Brabander, et devient au fil des années sa jument iconique. Il témoigne avoir fondé dès le départ de nombreux espoirs sur cette jument.
Fragance se révèle être une bonne compétitrice : elle est montée par Karline De Brabander, qui effectue avec elle la transition des épreuves de saut d'obstacles Junior vers les épreuves Senior. C'est toutefois sa carrière de jument poulinière (reproductrice) qui la rend célèbre.
Elle meurt en mai 2019, à l'âge de 26 ans, alors mise à la retraite à l'élevage de Joris De Brabander, les écuries de Muze, à Saint-Nicolas en Belgique flamande.

## Description
Fragance de Chalus est une jument de robe baie, inscrite au stud-book du Selle français. Elle mesure 1,68 m.

## Origines
Fragance de Chalus est une fille de l'étalon Jalisco B, et de la jument Nifrane, par Fury de la Cense. Elle compte 56 % d'ancêtres Pur-sang, et 38 % d'ancêtres Demi-sang, Selle français et assimilés.
Sa mère Nifrane fut une bonne compétitrice, atteignant les finales du cycle classique à 4 et 5 ans, puis un ISO (indice de saut d'obstacles) de 165 avec le cavalier Rémy Deuquet, avant d'être vouée à l'élevage à l'âge de 11 ans. Ifrane, sa grand-mère maternelle, était destinée, à l'origine, aux courses, s'agissant d'une Anglo-arabe de complément.

## Descendance
Avec plus de 50 poulains, Fragance de Chalus est connue pour être l'une des juments poulinières les plus prolifiques de sa génération, notamment via le recours au transfert d'embryon, : elle est devenue « l'une des matrones emblématiques du transfert d'embryon », d'après le magazine L'Éperon. Elle est notamment la mère de Mylord Carthago, mais aussi de nombreuses juments devenues de célèbres reproductrices à leur tour, ce qui a entraîné une mode pour les juments issues de Fragance de Chalus. Grand Prix magazine estime que cette jument a « durablement marqué l’histoire de l’élevage ». Le nombre de ses descendants est estimé à environ 300 (en 2019), dont 40 ont sauté à 1,50 m ou plus.